# Amphiprion sandaracinos
Poisson-clown à bande dorsale, Poisson-clown mouffette orientale, Poisson-clown rayé, Poissons clown doré
Espèce
Statut de conservation UICN

 LC  : Préoccupation mineure
Amphiprion sandaracinos, communément nommé Poisson-clown à bande dorsale, Poisson-clown mouffette orientale, Poisson-clown rayé ou Poissons clown doré, est une espèce de poisson marin de la famille des Pomacentridés.

## Description
Le Poisson-clown à bande blanche est un poisson de petite taille pouvant atteindre 14 cm de long. Son corps est d'apparence trapue, de forme ovale, comprimé latéralement et avec un profil arrondi.
Son corps est jaune orangé ainsi que toutes ses nageoires sauf la dorsale qui est partiellement blanche. Son signe distinctif réside dans une large bande blanche longitudinale qui débute de la lèvre supérieure et se poursuit jusqu'à la base de la nageoire caudale. Son iris est jaune vif.

## Répartition
Cette espèce fréquente les eaux tropicales du centre du bassin Indo-Pacifique.

## Habitat

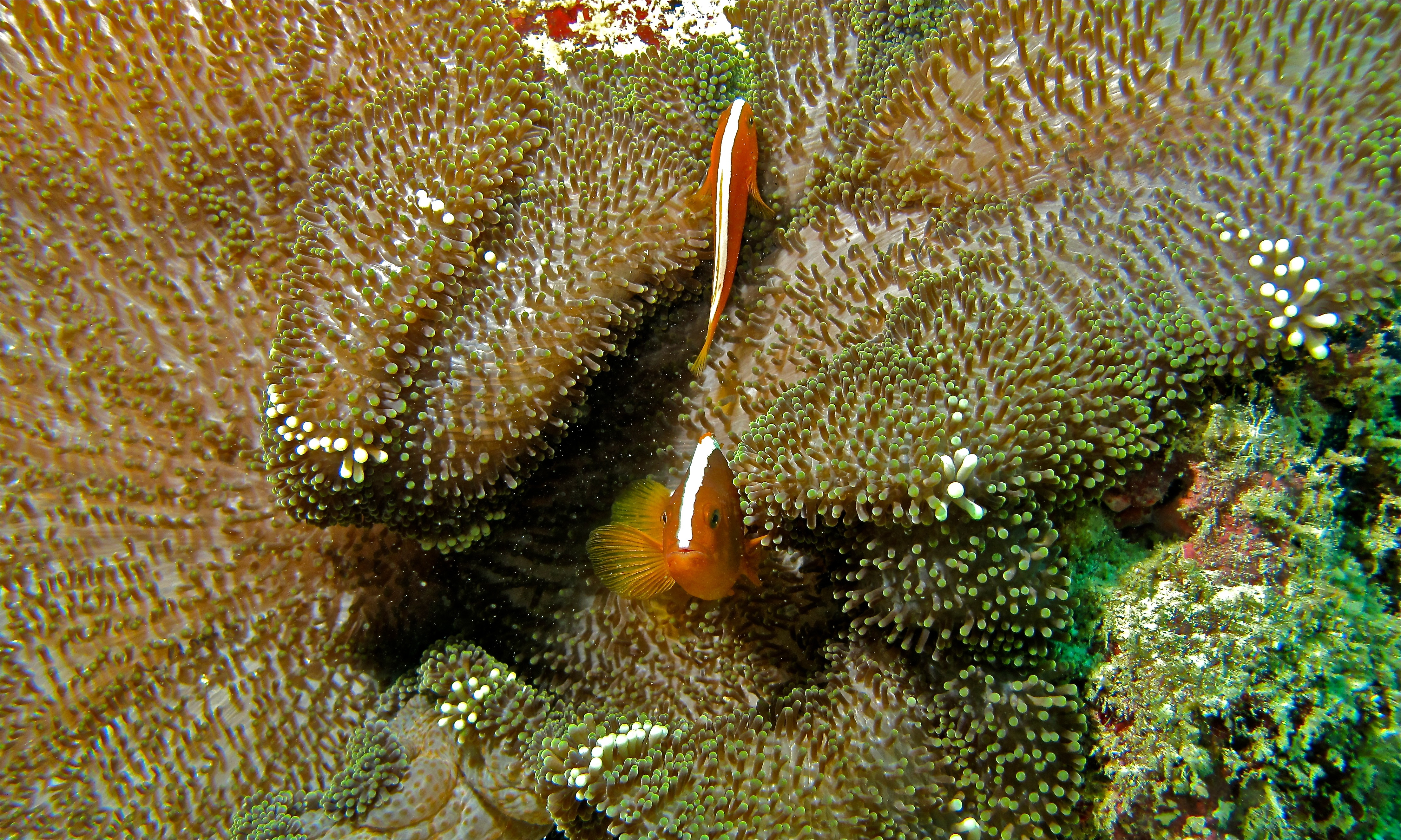
Sabah, Malaisie

Le Poisson-clown doré apprécie les récifs coralliens et plus particulièrement les lagons ou la pente externe des récifs jusqu'à 20 m de profondeur. Il vit souvent en association avec l'Anémone de Mertens (Stichodactyla mertensii) et plus rarement avec  l'Anémone cuir (Heteractis crispa).

## Alimentation
Amphiprion sandaracinos est omnivore, il se nourrit d'algues, de petits crustacés benthiques et de zooplancton.

## Comportement

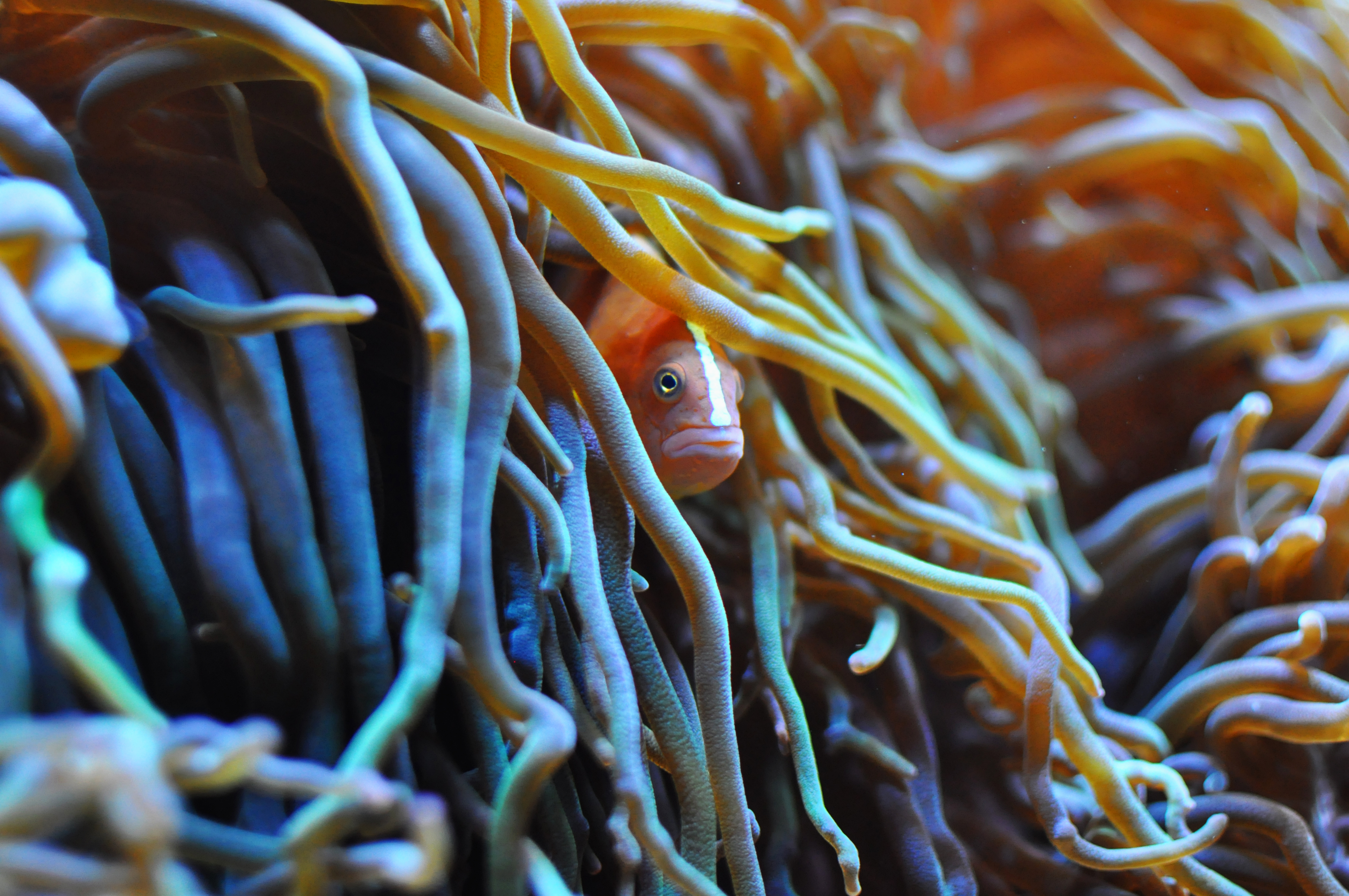
Un Poisson-clown doré dans une Anémone-cuir.

Le Poisson-clown doré a une activité diurne. Il est hermaphrodite protandre, c'est-à-dire que l'animal est d'abord mâle puis devient femelle, et vit en harem au sein duquel la hiérarchie est très marquée et basée sur l'agressivité physique constante du dominant envers les dominés. Il est territorial et lié à son anémone. Ce n'est pas un poisson nageur, il demeure toujours à proximité directe de son hôte et s'en éloigne d'à peine quelques mètres pour chercher sa nourriture. 
Le mutualisme est le terme qui définit le type de relation associative entre l’anémone de mer et le poisson-clown. En effet, un mucus protecteur, développé depuis le stade larvaire, est réparti sur le corps du poisson et l'immunise contre le venin urticant produit par l’anémone. Le poisson trouve un abri au sein de l’anémone. En contrepartie le poisson-clown peut servir de leurre pour attirer des proies vers l’anémone et déparasiter cette dernière. Il peut aussi défendre son anémone contre des attaques de certains poissons pouvant brouter l’anémone comme les Poissons-papillons.